# Dekoro
Dekoro is een bestuurslaag in het regentschap Pekalongan van de provincie Midden-Java, Indonesië. Dekoro telt 7128 inwoners (volkstelling 2010).